# Risto Jussilainen
Risto Kalevi Jussilainen (Jyväskylä, 10 de junio de 1975) es un deportista finlandés que compitió en salto en esquí. 
Participó en dos Juegos Olímpicos de Invierno, en los años 2002 y 2006, obteniendo una medalla de plata en Salt Lake City, en la prueba por equipos (junto con Matti Hautamäki, Veli-Matti Lindström y Janne Ahonen).
Ganó tres medallas de plata en el Campeonato Mundial de Esquí Nórdico, en los años 2001 y 2005.

## Palmarés internacional
| Juegos Olímpicos   | Juegos Olímpicos                | Juegos Olímpicos | Juegos Olímpicos |
| Año                | Lugar                           | Medalla          | Prueba           |
| ------------------ | ------------------------------- | ---------------- | ---------------- |
| 2002               | Salt Lake City (Estados Unidos) | Medalla de plata | TG por equipos   |
| Campeonato Mundial |                                 |                  |                  |
| Año                | Lugar                           | Medalla          | Prueba           |
| 2001               | Lahti (Finlandia)               | Medalla de plata | TN por equipos   |
| 2001               | Lahti (Finlandia)               | Medalla de plata | TG por equipos   |
| 2005               | Oberstdorf (Alemania)           | Medalla de plata | TG por equipos   |